# Kleiner Gosaugletscher
Der Kleine Gosaugletscher ist ein Kleingletscher im westlichen Dachsteinmassiv.

## Lage und Beschreibung
Der Kleine Gosaugletscher liegt wie der Nördliche und Südliche Torsteingletscher in den inneren Winkeln der hochgelegenen Nordwest exponierten Kare des Torsteins (2947 m), in dessen Schattenwinkel sich ein Großteil des Nährgebietes befindet. Zusätzlich trägt beim Kleinen Gosaugletscher die Südwest-Abdachung der Hohen Schneebergwand als weiterer Schutzfaktor dazu bei, dass dieser Gletscher mit rund 9 ha der größte der Torsteingletscher ist. Die mittlere Höhe liegt bei rund 2500 m, er misst vom Gletscheransatz bei rund 2660 m bis zum Gletscherrand bei rund 2380 m aber nur mehr rund 0,5 km.

## Historische Gletscherstände
Für den Egesen-Hochstand kann noch eine zusammenhängende Vergletscherung des Großen Gosaugletschers mit der Torsteinvergletscherung (Kleiner Gosaugletscher, Nördlicher und Südlicher Torsteingletscher) angenommen werden. Infolge des Temperaturanstieges vor rund 10.000 Jahren und dem Einpendeln der Gletschergrößen auf (früh-)rezente Werte kam es zur Trennung des Großen Gosaugletschers von der Torsteinvergletscherung.

## Der Hochstand von 1850 und die Rückzugsphasen des Kleinen Gosaugletschers
Der Kleine Gosaugletscher und der Nördliche Torsteingletscher bildeten auch während der Hochstandperiode von 1850 eine zusammenhängende Eismasse, noch 1885 verwendete Fr. Simony den Begriff "Torsteingletscher". Die Trennung der beiden Gletscher setzte R. Moser in die Jahre 1884 bis 1896. Zum Zeitpunkt der Herausgabe der AV-Karte 1915 hatten sich jedenfalls die eigenständigen Namen Kleiner Gosaugletscher, Nördlicher und Südlicher Torsteingletscher bereits etabliert.

## Bildergalerie

Flugaufnahme des Dachsteinstocks mit den Gletschern der Gosauabdachung im Jahr 1933 (ETH-Bibliothek)